# Inella triserialis
Inella triserialis is een slakkensoort uit de familie van de Triphoridae. De wetenschappelijke naam van de soort is voor het eerst geldig gepubliceerd in 1881 door Dall.